# Le Col de l'amour et de la haine
Pour plus de détails, voir Fiche technique et Distribution.
Aizō Tōge (愛憎峠, parfois traduit par Le Col de l'amour et de la haine) est un film japonais en noir et blanc de 1934 réalisé par Kenji Mizoguchi. Le film est aujourd'hui considéré comme perdu.

## Synopsis
Les amours tragiques entre un membre du parti libéral, emprisonné à la suite de l'incident de Chichibu en novembre 1884 et une actrice qui se résout à se prostituer pour l'aider.

## Fiche technique
- Titre : Le Col de l'amour et de la haine
- Titre original : 愛憎峠 (Aizō Tōge?)
- Réalisation : Kenji Mizoguchi
- Réalisatrice assistante : Tazuko Sakane
- Scénario : Matsutarō Kawaguchi et Tatsunosuke Takashima
- Photographie : Tatsuyuki Yokota
- Sociétés de production : Nikkatsu
- Pays d'origine :  Empire du Japon
- Format : noir et blanc — 1,37:1
- Genre : drame
- Durée : 102 minutes[2] (métrage : onze bobines - 2 803 m[2])
- Date de sortie :
  - Empire du Japon : 1er septembre 1934[2]

## Distribution
- Isuzu Yamada : Outa
- Daijirō Natsukawa : Morita
- Denmei Suzuki : l'inspecteur de police Ogata
- Komako Hara :
- Unpei Yokoyama :
- Kyōji Sugi :
- Tōgō Yamamoto :
- Hideo Nakamura :
- Fujiko Hamaguchi :
- Setsuko Kamimura :
- Fujiko Fukamizu :
- Hiroshi Murata : Fukada
- Kobunji Ichikawa :